# Paco Godia
Francesco Godia Sales, bolj znan kot Paco Godia, španski dirkač Formule 1, * 21. marec 1921, Barcelona, Španija, † 28. november 1990, Barcelona.
Debitiral je na domači in zadnji dirki sezone 1951 za Veliko nagrado Španije, kjer je z dirkalnikom Maserati 4CLT/48 manjšega moštva Scuderia Milano dosegel deseto mesto z več kot desetimi krogi zaostanka za zmagovalcem. Drugič je v Formuli 1 nastopil ponovno na domači in zadnji dirki sezone 1954 za Veliko nagrado Španije, kjer je z dirkalnikom Maserati 250F moštva Officine Alfieri Maserati s šestim mestom le za mesto zgrešil uvrstitev med dobitnike točk. V sezoni 1956 je nastopil na petih dirkah sezone in na zadnjih dveh dirkah sezone za Veliko nagrado Nemčije in Italije je s četrtima mestoma dosegel edini uvrstitvi med dobitnike točk v karieri. V naslednji sezoni 1957 je z zdaj že nekoliko zastarelim dirkalnikom Maserati 250F na treh dirkah dvakrat odstopil, enkrat pa zasedel deveto mesto. V sezoni 1958 se mu na štirih dirkah višje od osmega mesta ni uspelo uvrstiti, nato pa se je upokojil kot dirkač. Umrl je leta 1990, še vedno pa deluje njegov muzej v 
Barceloni, ki vsebuje tako umetniška dela, kot tudi predmete povezane z njegovo dirkaško kariero. 

## Popolni rezultati Formule 1
(legenda) (odebeljene dirke pomenijo najboljši štartni položaj, poševne pa najhitrejši krog, †-uvrščen kljub odstopu)
| Leto | Moštvo                    | Šasija           | Motor               | 1     | 2       | 3   | 4       | 5       | 6       | 7       | 8      | 9     | 10  | 11  | Prv | Toč |
| ---- | ------------------------- | ---------------- | ------------------- | ----- | ------- | --- | ------- | ------- | ------- | ------- | ------ | ----- | --- | --- | --- | --- |
| 1951 | Scuderia Milano           | Maserati 4CLT/48 | Maserati Straight-4 | ŠVI   | 500     | BEL | FRA     | VB      | NEM     | ITA     | ŠPA 10 |       |     |     | -   | 0   |
| 1954 | Officine Alfieri Maserati | Maserati 250F    | Maserati Straight-6 | ARG   | 500     | BEL | FRA     | VB      | NEM     | ŠVI     | ITA    | ŠPA 6 |     |     | -   | 0   |
| 1956 | Officine Alfieri Maserati | Maserati 250F    | Maserati Straight-6 | ARG   | MON     | 500 | BEL Ret | FRA 7   | VB 8    | NEM 4   | ITA 4  |       |     |     | 9.  | 6   |
| 1957 | Francesco Godia Sales     | Maserati 250F    | Maserati Straight-6 | ARG   | MON     | 500 | FRA     | VB      | NEM Ret | PES Ret | ITA 9  |       |     |     | -   | 0   |
| 1958 | Francesco Godia Sales     | Maserati 250F    | Maserati Straight-6 | ARG 8 | MON DNQ | NIZ | 500     | BEL Ret | FRA Ret | VB      | NEM    | POR   | ITA | MAR | -   | 0   |